# هيكتور أفالوس
هيكتور أفالوس (بالإسبانية: Héctor Ávalos)‏ هو لاعب كرة قدم سلفادوري في مركز الوسط، ولد في 9 أبريل 1978 في أهواتشابان في السلفادور. شارك مع منتخب السلفادور لكرة القدم. أما مع النوادي، فقد لعب مع نادي سانتانيكوس أسوشيتد.

## وصلات خارجية
- هيكتور أفالوس على موقع قاعدة بيانات كرة القدم.إي يو (الإنجليزية)
- هيكتور أفالوس على موقع ناشيونال فوتبول تيمز (الإنجليزية)